# 南京城攻略要領
南京城攻略要領（なんきんじょうこうりゃくようりょう）は、日中戦争中の1937年（昭和12年/民国26年）12月7日、中支那方面軍の司令官松井石根が南京攻略戦にあたり隷下の部隊へ示達した文である。不法行為を厳禁し、諸外国の権益の保護することなどを求めている。ただし、前線部隊の司令部はこうした通達を遵守させる意思に乏しく、また南京への進軍自体が準備不足で行われた中で現実的に統制に十分な憲兵を備えておらず、12月17日時点において7万人の日本兵に対し憲兵は17人しか存在しない状況であり、実際には、日本軍による中国人捕虜や民間人への違法殺害等を招くこととなった。ちなみに、司令官松井石根は、この文書を出したときは、病気で前線を離れていて、直接の指揮を行っていない。

## 内容
その抜粋は次のとおりである。
一 南京守城司令官若クハ市政府當局尚殘置シアル場合ニハ開城ヲ勸告シテ平和裡二入城スルコトヲ圖ル 此際各師團ハ各々選抜セル歩兵一大隊〔九日、三大隊に訂正〕ヲ基幹トスル部隊ヲ先ツ入城セシメ城内ヲ地域ヲ分チテ掃蕩ス
ニ 敵ノ殘兵尚城壁二拠り抵抗ヲ行フ場合ニハ戰場二到着シアル全砲兵ヲ展開シテ砲撃シ城壁ヲ奪取シ各師團ハ歩兵一聯隊ヲ基幹トスル部隊ヲ以テ城内ヲ掃蕩ス 右以外ノ主カハ城外適宜ノ地点二輯(集)結ス
三 城内掃蕩戰二於テハ作戰地域ヲ指定シ之ヲ嚴二確守セシメ以テ友軍相撃ヲ防キ且不法行為二對スル責任ヲ明カナラシム
四 城内二於ケル両軍ノ作戦地境
共和門―公園路－中正街－中正路－漢中路
五 各軍二対スル配当城門
派遣軍 中山門、大平門、和平門
第十軍 共和門、中華門、水西門
六 南京入城後ノ処置
1 各兵團二地域ヲ指定シテ警備二任セシメ主カハ城外適宜ノ地点二輯結ス
2 入城式、合同慰霊祭、防空部隊ノ推進、南京警備部隊ノ配備等ノ件〔略〕
七 南京城ノ攻略及入城二関スル注意事項
1 皇軍力外國ノ首都二入城スルハ有史以來ノ盛事ニシテ永ク竹帛二垂ルヘキ事續タルト世界ノ斉シク注目シアル大事件ナルニ鑑ミ正々堂々将來ノ模範タルヘキ心組ヲ以テ各部隊ノ乱入、友軍ノ相撃、不法行為等絶對二無カラシムルヲ要ス
2 部隊ノ軍紀風紀ヲ特二嚴粛ニシ支那軍民ヲシテ皇軍ノ威武二敬仰帰服セシメ荷モ名誉ヲ毀損スルカ如キ行為ノ絶無ヲ期スルヲ要ス
3 別二示ス要圖二基キ外國權益特二外交機関ニハ絶對二接近セサルハ固ヨリ外交團力設定ヲ提議シ我軍二拒否セラレタル中立地帶ニハ必要ノ外立入ヲ禁シ所要ノ地点二歩哨ヲ配置ス 又城外二於ケル中山陵其他革命ノ志士ノ墓及明孝陵ニハ立入ルコトヲ禁ス
4 入城部隊ハ師團長力特二選抜セルモノニシテ豫メ注意事項特二城内外國權益ノ位置等ヲ徹底セシメ絶對二過誤ナキヲ期シ要スレハ歩哨ヲ配置ス
5 掠奪行為ヲナシ又不注意ト雖 火ヲ失スルモノハ嚴罰ニ処ス 軍隊卜同時二多数ノ憲兵、補助憲兵ヲ入城セシメ不法行為ヲ摘發セシム